# 엘빈 스미스
엘빈 스미스(독일어: Erwin Smith, 일본어: エルヴィン・スミス 에루빈 스미스[*], 영어: Erwin Smith)는 만화 《 진격의 거인 》의 등장인물이다. 845년부터 850년까지 5년 간 조사병단의 13대 단장에 부임했으며 조사병단 실행 부대 대장 겸 1인자였고, 아커만 가문 중 최강의 무인(武人)인 리바이 아커만의 주군이자 관철하고 지켜야할 대상이다. 날카로운 추리력과 명석한 관찰력, 냉철하고 이지적인 두뇌를 바탕으로 거인을 이기기 위한 지략을 짜내 인류의 지탄을 받던 조사병단을 혁명의 선봉대라는 유례 없는 전성기의 위치로 끌어올린 방벽 내 역사상 최고의 영웅이자 일등공신이다. 마레 편보다 이전인 850년에 지성형 거인으로 변하는 능력을 지닌 훈련병 에렌 예거와 그가 지닌 그리샤 예거의 열쇠를 발견하고 에렌이 진실과 관련이 깊은 단서를 쥐고 있음을 알아채고 조사병단과 부하인 리바이의 감시 및 보호 하에 넣었고, 거인의 힘을 지닌 에렌을 노리고 몇 번이고 위협하는 외부의 적들과 싸움을 벌일 때마다 카리스마 있는 통솔력과 모든 것을 건 도박과도 같은 각오로 무모한 작전을 강행시킨 끝에 승리하여 여성형 거인을 포획하고 갑옷 거인과 초대형 거인을 따돌려 납치당한 에렌을 구하는 데 성공했다. 그 이후로도 조사병단은 "시민들의 인명과 세금만 잔뜩 뜯어 내는 도둑 집단"이란 냉랭한 시선과 취급에서 벗어나지 못했지만 시민들을 농간하고 에렌을 독점하려던 실권자 로드 레이스와 귀족들의 음모와 그동안의 악행을 폭로하여 쿠데타를 성사시키고 조사병단 단원이자 정통 왕위 계승자인 히스토리아 레이스를 여왕으로 옹립해 민중의 지지를 끌어내 조사병단이 한 번도 누려본 적 없는 전성기를 열게 한다. 이를 기반으로 수많은 국민들과 귀족들의 투자와 지원을 이끌어내 월 마리아 탈환 작전을 위한 철저한 준비 작업을 마칠 수 있었고, 적장인 짐승 거인과의 싸움에서 신병들과 스스로의 목숨을 바친 자살 돌격 작전을 강행해 지크 예거를 무력화하고 월 마리아 탈환 전투에 승리를 가져와 인류 모두에게 존경 받는 영웅으로 헌사되었다.
리바이 아커만(Levi Ackerman), 한지 조에(Hange Zoe), 미케 자카리아스(Mike Zacharias), 게르거(Gelgar), 나나바(Nanaba)와는 동료와 상사의 관계를 넘어 막역한 우정과 친분을 자랑하던 전우들이었으며(특히 리바이 아커만과의 신뢰, 애정이 작중에서 강조된다) 헌병단장 나일 도크(Nile Dawk/Nile Dok)와는 같은 기수 훈련병단 출신의 동기 겸 소꿉친구이다. 현재는 헌병단장과 조사병단장이라는 입장 상 자주 마찰을 빚거나 대립을 벌여 소원해졌지만, 이것은 두 사람의 관계가 정말로 나쁘다는 뜻이 아니라 입장 상의 문제로 대립할 수밖에 없었다는 뜻이다. 사적으로는 친구로서의 정을 갖고 진심으로 아끼고 존중하는 사이이다. 거인의 공격을 피해 세 개의 좁은 방벽 속에 갇혀 사는 인류의 명운을 어깨에 짊어진 조사병단의 1인자이자 사령관으로서 인류의 자유와 세계의 진실 탐구라는 거대한 뜻을 품고 이를 이루기 위해서라면 수단과 방법을 가리지 않고 상상을 뛰어넘는 계책과 작전으로 적을 능가할 수 있는 용의주도하고도 유연한 야심가이다. 진보적인 성향의 조사병단의 지도자답게 싸움을 피하지 않고 진실을 추구해야만 하는 입장이나 더 많은 인류를 살려야 하는 상황이 오면 소수의 인류를 희생시켜 손을 피로 물들일 수 있는 비정함과 결단력도 발휘한다. 엘빈의 결단력과 실행력이 잘 드러나는 에피소드가 바로 여성형 거인과 처음 접전하는 제 57회 방벽 외부 조사 사건과 스토헤스구 여성형 거인 사냥 사건이다. 인류를 위협하는 주적 중 하나였던 여성형 거인의 정체가 애니 레온하트인지 확실하지 않은 상태에서 전체 인류 중의 일부 인류인 스토헤스구의 민간인들의 희생을 각오하고 포획 및 토벌 작전을 강행시켰다. 이 때문에 헌병단장으로서 방벽 내부의 질서 수호와 민간인들의 안전을 중시하는 나일 도크의 비난을 받고 대립을 빚었으며, 전후 사정을 모르는 헌병단 신병인 히치 도리스 이등병과 겉모습에 선동당하기 쉬운 무지한 군중과 일반인들에게는 "인명을 희생해놓고도 뒤돌아보지 않는 냉혹한 살인마" 취급을 받았다. 조사병단에게 본격적으로 위협을 가해 에렌과 히스토리아를 데려가려는 레이스 왕가와 중앙헌병단에게 있어 좋은 공격거리가 되어 디모 리브스의 살해 혐의까지 받고 인류에게 해가 될 수 있는 힘을 가진 위험 요소인 에렌 예거를 독차지하려 한 천하의 대악당이라는 누명을 입기도 했다.
하지만 인명을 하찮게 여기는 목적 지향적인 사이코패스나 소시오패스가 절대 아니며 마음 속으로는 목적과 욕망을 추구하다 애꿎은 동료들과 민간인들을 죽였다는 죄책감 속에 시달리고 있었다. 겉으로는 철저히 인류의 자유와 해방을 위하는 냉정한 참모 지휘관이자 불굴의 선봉장처럼 비쳐졌으나 실상은 본의 아니게 중앙 헌병단에 아버지를 밀고해 죽인 불우한 과거사로 인한 죄책감과 자신의 꿈과 욕망에 절벽처럼 매달려 살아왔으며 그 과정에서 수많은 인명을 희생해야만 했던 자기 자신에게 상상 이상의 엄청난 자기혐오와 자책감, 무력감을 품고 있었다. 존경하는 유일한 혈육이었던 아버지를 의도치 않게 중앙 헌병단에게 죽게 만들었다는 극심한 회한과 죄책감이 꿈을 향한 원대한 갈망으로 이어져 엘빈을 유혈이 난무하는 바깥 세계의 전장으로 이끌었다.
조사병단 단장에 올라 '방벽과 세계의 진실'의 열쇠를 쥔 에렌을 지키고 월 마리아 탈환까지 수없는 투쟁에 온 몸을 내던지는 길을 살아왔으나 인류를 구한다는 대의명분 아래 아버지의 가설을 증명하리라는 꿈을 쫓는 과정에서 수많은 동료들을 죽음으로 몰아넣은 스스로를 혐오했고 매순간 들끓는 고뇌와 자살 욕구에 시달렸다. 인류를 위한다는 대의와 꿈과 욕망, 돌아가신 아버지와의 약속이라는 개인의 괴리 속에서 자신이 있어야 할 곳을 찾으며 고뇌하는 한 명의 인간을 표상하고 있다.
이러한 복잡한 내적 갈등과 고뇌는 엘빈이라는 캐릭터의 서사에 있어 매우 중요하게 다뤄지며, 조사병단의 진실을 탐구하는 험난한 원정을 그린 초반부 이야기(1권 ~ 22권)에서 반복해서 묘사된다. 엘빈의 꿈의 종착지이자 초반부의 대미를 장식하는 피날레인 월 마리아 최종 탈환 작전에서 쌓아왔던 고뇌와 갈등의 카타르시스가 극대화되고 생사가 갈리는 마지막 순간에 고뇌로 가득 찼던 삶에 스스로 종지부를 찍는 선택을 한다.
방벽의 인류가 잃어버린 영토를 되찾고 진실을 찾아내기까지 가장 큰 활약과 공헌을 한 영웅이라는 점, '전체 속의 한 개인'으로서의 삶과 스토리의 핵심이 되는 치밀하고 입체적인 서사로 많은 관심과 인기를 누리는 캐릭터이다.

## 소개
파라디 섬 엘디아국 조사병단의 13대 단장이자 실행부대의 1인자. 23권 기준 4년 전인 850년에 사망하여 전 조사병단 단장이 되었다. 인류의 미래를 책임지고 있는 조사병단의 지휘관으로서 그 책임이 막중한 인물이다.
12대 단장 키스 샤디스가 은퇴하며 직접 단장 자리를 맡긴 인재로, 쇠퇴한 조사병단을 완전히 재조직해 부활시킨 역대 최고의 단장으로 묘사된다. 엘빈과 가깝거나 그의 진정한 면모를 파악한 작중 인물들의 말을 빌리면 괴물을 능가하기 위해 괴물이 될 수 있는 인간이다.
작중 에렌 예거나 미카사 아커만, 리바이 아커만이 거인의 힘 같은 초현실적인 힘에 기대서 활약을 펼치는데 비해, 엘빈은 특별한 힘이 아무것도 없는 일개의 평범한 인간이다. 그럼에도 불구하고 패러미터상 무한대 완벽에 가까운 초인적인 두뇌와 불굴의 의지력, 유연하고 포용력 있으면서도 강인한 리더십을 십분 발휘해 방벽의 미래에 모든 것을 쏟아바치는 최전선의 지휘관이다.
조사병단 단장이니만큼 언제나 몸소 최전방에 나서서 조사병단을 진두지휘한다. 또 신중하고 온화하며 포용력 있는 성격으로, 평소에는 부드러운 리더쉽을 보여준다. 무엇보다 이 캐릭터의 주특기는 엄청난 지략. 후술하겠지만, 초반 전개 자체가 애초에 전부 엘빈의 지략이 없었다면 불가능한 것들이었다. 일단 작중에 등장하는 조사병단 조직 자체가 엘빈이 단장이 된 전후로 완전히 개편된 집단이다. 특히 그가 고안한 장거리 수색 진형은 조사병단의 벽외조사 생존률을 비약적으로 올린 획기적인 진형인데, 아직 조사병단 신병일 때 이 작전안을 계획했다. 물론 12대 단장이었던 키스 샤디스는 처음에는 그의 이런 작전안을 무시했다. 이후 에르빈이 분대장으로 인정받고 나서야 진형을 채택하여 시운전을 허가하지만. 어쨌든 지금의 조사병단이란 조직은 전적으로 엘빈의 공임을 작중 초반에서도 확실히 하고 있다.
이러한 이유 때문인지 조사병단 소속의 병사들에게는 그야말로 무한한 신뢰를 받고 있다. 본인의 판단 아래 원정의 목적에 대해서 모든 병사들에게 명확히 설명하지 않고 일을 진행함에도 불구하고, 병사들은 '단장이 설명하지 않는다면 그건 다 이유가 있어서다. 단장님을 믿는다.'고 확언할 정도이다. 그래서인지 조사병단은 대체적으로 상관의 판단을 무조건 신뢰하며 절대적으로 복종한다. 심지어 그 까칠하고 무뚝뚝하며 자존심이 높은 성격의 리바이 아커만조차도 '그 남자라면 더 많은 것을 생각하고 있을 것이다'라고 말하며 지휘를 전적으로 신뢰하고 주군으로서 따르고 있다.

## 상세

### 성격
작중 초반에 대외적으로 보여진 성격은 그야말로 냉정하고 비정한 야심가. 제 57회 벽외조사에서 병단 내에 침투한 스파이를 가려내고 인간이 변한 지성 거인을 생포하기 위해 조사병단의 막대한 인명손실을 감내하면서까지도 작전을 극비리로 진행한 모습을 보고 아르민 아를레르트는 에르빈을 '무언가를 바꿀 수 있는 자', 즉 '소중한 것을 버릴 수 있는 자'라고 평가한다. 이후 스토헤스 구의 '여성형 거인 포획 작전'으로 도시가 초토화되어 막대한 인명 피해가 생기는 상황에서도 헌병단 사단장 나일 도크의 다그침에 침착하게 "인류를 위한 전진이다"라고 대답하며, 인류 전체의 생존과 승리를 위해서라면 그야말로 무엇이든 기꺼이 감내하리라는 태도를 보여주었다.
그리고 이후 '에렌 예거 탈환 작전'에서는 거인에게 팔을 물린 와중에도 병사들에게 자신을 두고 전진하라는 비장한 모습을 보인다. 거기다가 거인에게 물린 오른팔을 스스로 절단 후 지혈시킨 상태에서 거인들 틈을 헤집고 날아와 에렌을 납치한 베르톨트 후버를 베는 장면이 압권인데, 그야말로 얼마나 강인한 정신력의 소유자인지를 보여주는 장면이다.
이렇게 언뜻 보면 강철 같이 차갑고 강한 초인 같은 느낌을 주지만, 이후 밝혀진 바에 따르면 사실 엘빈은 천성에도 안 맞는 그런 역할을 짊어진 채 너무도 고통스러운 삶을 살아야 했던 비운의 인물이었다. 자신이 아버지를 본의 아니게 밀고하여 죽였다는 죄책감 때문에 아버지의 가설을 입증하는 꿈을 이루겠다는 강박을 가졌지만, 동시에 인류를 위한다는 대의를 내걸며 자신이 걸어온 길에 너무도 많은 사람들이 죽었다는 죄책감 때문에 환영에 시달리는 모습은 그의 여린 본성을 잘 드러내는 대목이다. 평생을 죄책감에 찌들어 살아온 우울한 자기혐오형 캐릭터인 셈이다.
모순적이게도 굉장히 자살로 기울어져 있는 캐릭터이다. 왕정편에서 다리우스 작클레는 혁명 직후 마차 안에서 엘빈에게 '살고 싶었던 것이 아니냐'고 반문하지만, 엘빈의 작중 행적을 면밀히 놓고 보면 모순적이게도 오히려 죽고 싶어하는 인물이라는 것을 알 수 있다. '여성형 거인 포획 작전' 때도 즉결 처형을 하겠다는 나일에게 "상관없어. 다만 뒤의 지휘도 부탁한다."라고 한다던가, '에렌 예거 탈환 작전'에서 오른팔을 잘린 뒤 거인에게 둘러쌓였을 때도 "날 대신할 자는 있다... 나보다 어서 에렌을 데리고 이탈해. 한시라도 빨리..!"라고 말하는 등 전반적으로 작중에서의 행적을 보면 자기 목숨을 별로 중요치 않게 생각하는 걸 알 수 있다. 결정적으로 엘빈이 진심으로 미소 지은 모습을 보인게 작중에서 딱 두번인데, 두번 다 자신의 죽음을 결심했을 때이다. 왕정에 의해 처형되기 직전 속으로 '이것으로 됐다... 꼭 우리만이 인류를 구하라는 법은 없으니까...'라면서 자포자기의 미소를 지었고, 나머지 한 번은 짐승 거인을 향해 돌격하기 직전, 죽음을 결심하고 리바이에게 고맙다며 후련한 미소를 짓는다. 그리고 무엇보다 마지막에 가서는 본인 입으로도 "몇 번이나 죽는 편이 나을 거라고 생각했다."라고 고백했다.
평소의 성격도 단장으로서 대외적으로 드러내는 성격과 조금 다른데, 굉장히 온화하고 자상하다. 또 (번역이 되면서 잘 드러나지 않는 부분이지만) 일어 원문에서는 친한 인물들과 사적으로 대화를 나눌 때와 공적으로 말할 때의 언어 사용이 다른 모습을 보여주는 등, 따뜻한 인간적인 면모가 드러나는 부분도 꽤 있다. 예컨대 엘빈은 주로 자신을 '와타시(私)'로 지칭하는데, 가끔 사적인 자리에서 자신과 가까운 사람들에 한해서는 '오레(俺)'를 사용한다. 공적인 자리에서는 누구에게나 항상 '와타시(わたし)'를 쓰지만, 작가 인터뷰에 따르면 그래도 한지, 리바이, 미케, 나일 정도의 인물들에 한해서는 '오레(おれ)'를 쓰는 느낌이다. 조사병단에 들어오기로 결정한 신병들에게 진심으로 경의를 표하는 등 자신보다 직급이 낮거나 나이가 어려도 존중하는 자세를 가진 인물이기도 하다.
작가 인터뷰에 따르면 엘빈은 리바이라는 사기캐가 믿고 따르는, 리바이를 능가하는 전능한 캐릭터로 구상하려다 보니까 '인간미'를 싹 빼고 만든 캐릭터라고 한다. 그렇게 만들어 놓고 보니까 현실에는 비슷한 사람이 없을 정도로 너무 완벽한 나머지 한계에 도달해서, 점점 스토리가 진행될수록 인간미가 짙어졌다고. 오죽하면 엘빈의 성우를 담당한 오노 다이스케는 "엘빈이라는 캐릭터를 이해할 수 없어서, 이 사람에게 행복이란 무엇일까, 라고 생각하다가, 우울한 기분이 되었다"라고 말했다. 원작자인 이사야마 하지메도 그 말을 듣고 '작가가 어렴풋하게나마 떠올리는 것은, 연기하는 사람에게도 느껴지는구나' 싶었다고 한다.

### 외모
외모 전반은 미국의 대표적인 만화 회사인 마블 코믹스의 상징적인 영웅이자 자유의 투사의 표본이기도 한 캡틴 아메리카-스티브 로저스(Steve Rogers)와 DC 코믹스의 상징이자 미국 히어로물의 정의와 자유를 표상하는 슈퍼맨-칼-엘(클라크 켄트)(Cal-El/Clark Kent)에서 유래했다. 미국의 유명한 재벌가 딸 패리스 힐튼의 보디가드를 모티브로 삼았다고도 한다. 188cm의 위압적인 장신 체격에 연한 금발과 푸른 눈, 개성적인 짙은 눈썹을 지녔으며, 차분한 분위기를 풍기는 이지적이되 힘 있고 부드러운 인상을 풍기는 백인 남성의 스테레오타입이다. 깔끔함을 병적으로 집착하는 결벽증 성향 때문에 쿨하고 고상하면서도 지하도시의 양아치 출신답게 거칠고 신경질적인 이미지를 지닌 전우 리바이 아커만과 여러 가지로 대비되는 인상. '에렌 예거 탈환 작전'으로 주된 손 쪽인 오른팔을 잃으며 외팔이가 된다.
애니메이션에서는 잘 드러나지 않지만, 만화에서는 30대의 어른다운 성숙한 얼굴에서 간혹 소년같은 모습이 드러나는 표정이 특징이기도 하다. 실제로 작가도 블로그에서 밝히길, 30대 아저씨에게 소년스러운 면모를 드러나게 하려니 표정 그리기가 참 힘들다고 한다.
두꺼운 눈썹 때문에 어린 시절 별명이 '눈썹돌이'이었다고 한다. Bessatsu Magazine 2014년 5월호에 나와 있다. 또 작가 왈, 언제나 단정한 머리 스타일을 고수하기 위해 특정 이발료를 사용하는 고집이 있다고 한다.

### 능력
월 마리아 탈환 작전 당시 라이벌 구도를 이룬 대척점 지크 예거와 더불어 작중 최고의 지략가로 평가 받고 있다. 상술한 조사병단 개편이나 장거리 수색 진형 고안은 기본이고, 작중 초반부의 진행은 다 엘빈의 머리에서 나왔다고 해도 과언이 아니다. 에렌을 조사병단으로 끌어오기 위해서 리바이가 에렌을 패는 해프닝을 계획해 심의소에서 자신의 제안이 효과적이게 타결되도록 하였으며, 무엇보다 갑옷 거인과 초대형 거인이 인간이 변한 지성 거인이라는 사실을 간파하고 월 마리아가 함락된 5년 전에 벽 안의 인류 사이로 거인에게 협력하는 스파이가 침투해 들어왔다는 가정 하에 제57회 벽외조사 극비리 작전을 실행하였다는 점에서 이미 탁월한 지략을 보여준다. 생포한 거인을 살해한 범인을 찾기 위해 미리 조사병단 내에 밑밥을 던지고, 스파이들을 유인하기 위해 소속병단을 결정하려 모인 신병들에게 하는 연설에서 지하실 얘기를 미끼로 던지는 등 계책을 짜내는 솜씨도 철저하다. 그리고 많은 독자들이 간과하지만 여성형 거인의 정체는 물론이고 갑옷 거인과 초대형 거인의 정체까지 줄줄이 밝혀낼 수 있었던 것은, 애초에 엘빈이 제57회 벽외조사 때 각 반에 배정된 신병들에게 에렌이 포함된 리바이반의 위치를 각기 다르게 알려주는 함정을 깔아놓았기 때문이었다. 게다가 왕정편에서는 레이스 왕가를 성공적으로 타도할 수 있게 하기 위해 한지 조에를 통한 혁명과 도트 픽시스 및 다리우스 작클레가 주도한 쿠데타가 절묘하게 맞물리도록 전체적인 밑그림을 그리고 실행하여 성공해낸다.
결국 월 마리아 탈환전이 가능해진 건 거인의 힘을 가진 에렌을 처형하지 않도록 막은 것부터 해서 혁명을 성공시킨 엘빈 덕분이었다. 이처럼 마레편에 들어가기 전까지 《진격의 거인》 전반부의 일등공신은 명실상부하게 엘빈이라고 해도 과언이 아니다.
뛰어난 인재를 알아보고 적재적소에 배치하는 리더로서의 덕목도 갖추고 있다. 일단 수도의 지하도시에서 악명 높은 양아치였던 리바이를 조사병단으로 스카우트한 인물이다. 인류 최강의 병사가 될 리바이의 자질을 알아보고, 조사병단 내의 반발에도 불구하고 리바이를 정식 훈련과정도 없이 바로 조사병단에 입단시킨 것. 또 거인으로 의심받던 에렌 예거를 조사병단에 입단시켜 인류를 위한 큰 전력으로 삼은 것도 에르빈의 공이었다.뿐만 아니라 한지 조에의 유별난 거인 탐구심을 전적으로 지지해주면서 거인 실험 등을 후원해주는 모습이나, 월 마리아 탈환 전투에서 일개 신병일 뿐인 아르민을 과감하게 거인 탐지 임무 총괄자로 발탁하는 것을 보면, 형식에 얽매이지 않고 상황에 맞게 인재들을 등용하여 조직의 능력치를 최고로 끌어올릴 줄 아는 훌륭한 사령관의 능력을 갖고 있다.

## 작중 행적

### 845년: 월 마리아 함락 이후
애니메이션 1화 극초반 주인공 에렌 예거, 미카사 아커만, 아르민 아를레르트 바로 다음으로 등장하는 인물이 에르빈이다. 다만 아직 이때는 단장이 아닌, 12대 단장 키스 샤디스 휘하의 분대장이었던 시절이었다.

### 850년

#### 트로스트 구 공방전: 당시 제56회 방벽 외부 조사
또 3권의 특별편 <리바이 병장>에 잠깐 나오지만 극중에 적극적으로 등장하기 시작하는 것은 4권 18화부터이다. 트로스트 구 공방전 이후 심의소 지하에 갇힌 에렌에게 조사병단 입단을 권유하기 위해 방문하여 에렌이 갖고 있던 지하실 열쇠 등에 대해 묻는다.

#### 에렌의 심의소 재판
이후 에렌의 처우를 심의하는 재판에서 리바이 아커만과 합을 맞추며 심의 과정을 조사병단에 유리한 쪽으로 유도하여 에렌을 조사병단에서 관리할 수 있도록 하는데 성공한다. 그리고 다소 폭력적인 방법을 쓸 수밖에 없었던 상황에 대해서 직후 에렌에게 사과한다.
트로스트 구 공방전을 마무리하며 조사병단이 포획한 거인 2채가 누군가에 의해 살해당하자 에렌의 등 뒤로 다가가 어깨에 손을 올리며
| “ | "네 눈에는 뭐가 보이지? 적은 뭐라고 생각하나?" | ” |

라고 물으며 뭔가 계획을 꾸미고 있음을 드러낸다. 이후 리바이반의 대화를 들으면 에렌 뿐만 아니라 모든 조사병에게 일일이 찾아가 동일한 질문을 물었다.

#### 104기 신병 모집식
이후 104기 훈련병들이 모인 신병 모집식에서는 일부러 '시간시나 구에 있는 지하실에는 거인의 정체를 알 수 있는 해답이 들어있다'고 말하며 훈련병들의 반응을 살핀다. 이는 나중에 밝혀지지만, 벽 안에 섞여들어온 스파이들을 조사병단 쪽으로 유인하고 57회 벽외조사라는 미끼를 물도록 하기 위한 작전이었다. 한편으로는 필요 이상으로 겁을 주어 각오가 얕은 병사들이 조사병단에 입단하는 것을 막기 위해서이기도 했다. 그럼에도 남은 지원자 21명에 대해서는 진심으로 존경을 표하며 입단시킨다. 

#### 제57회 방벽 외부 조사
57회 벽외 조사를 시작하며 장거리 수색 진형을 펼친다. 일종의 인력 레이더 역할을 하는 장거리 수색진형은 조사병단의 생존률을 비약적으로 올린 진형이었지만 여성형 거인의 출현과 여성형이 몰고 온 다수의 기행종 때문에 제대로 기능하지 못하게 된다. 정확히는 스파이를 색출하고 지성 거인을 유도 및 생포하려는 57회 벽외조사의 목적 상 장거리 수색진형은 애초부터 제대로 기능하지 않도록 한 것이었다. 이런 이변으로 이미 많은 사상자가 나온 상태에서도 철수하지 않는 것에 대해 104기 훈련병들과 기타 조사병들은 의문을 느끼고, 그들의 대사를 통해 엘빈이 처음부터 에렌이 속한 리바이반의 위치를 각 조사병마다 다르게 알려줬으며 아르민과 라이너, 장 키르슈타인의 대화를 보면 라이너가 받은 작전 기획안에는 우익 전방 쪽, 장이 받은 기획안에는 우익 후방 쪽 등 다 다르게 적혀있었다는 사실이 드러나 세 사람이 혼란스러워 한다. 아르민이 중앙 후방쯤 있을 거라고 바로 추측해내긴 했다.
즉, 여기서 엘빈의 작전대로 미끼를 물은 것. 여성형 거인이 출현한 방향은 라이너가 받은 작전 기획안과 같은 우익 전방 쪽이었다. 목적지도 구시가지로 틀리게 알려줬음이 드러난다. 거대나무 숲에 다다르자 이번에는 대다수의 조사병들에게 알려준 당초의 병참 거점 조성 작전과 다르게 거대나무의 숲으로 들어가며 중간열 짐마차 호위반만 숲으로 들어오고 좌우열은 숲 주변부에서 거인들을 저지하라는 명령을 내린다.
이윽고 리바이 반을 맹렬한 기세로 뒤쫓아오는 여성형 거인에 의해 파국으로 치닫는 순간, 엄청난 폭발음과 함께 함정이 발동된다. 즉 이 모든 것은 처음부터 여성형 거인 안에 있는 인간을 생포하기 위한 에르빈의 극비 작전이었던 것. 거인화 가능한 인간이 있다는 사실이 에렌이라는 특수한 케이스로 벽 안 인류에게 처음으로 밝혀지자마자 이미 5년 전 월 마리아 함락 배후에 엘런 외의 거인화 가능한 인간들이 존재한다는 것을 유추해냈다는 뜻이다.
이렇게 여성형 거인을 포박하는 데는 성공하지만, 경질화 능력 때문에 리바이와 미케가 아무리 베도 칼날만 망가진다는 사실을 확인한다. 따라서 손목을 날려버리려 하는데, 준비를 하는 도중 리바이의 도발에 위협을 느낀 여성형 거인이 '외침'으로 주변의 거인들을 부른다. 이에 엘빈은 리바이, 미케, 한지를 포함한 주변 병사들에게 필사적으로 여성형을 사수하라는 명령을 내리지만 결국 여성형 거인은 무지성 거인들에게 먹히고 생포 작전은 수포로 돌아간다. 이때 잡아먹히는 여성형 거인을 보면서 묘한 표정을 짓는데, 리바이가 그 이유를 묻자
| “ | "당해버렸군. 적에게는 모든 것을 내버릴 각오가 되어있었다는 얘기야. 설마 거인들을 시켜 자신을 통째로 먹게 해서 정보를 말소시킬 줄이야..." | ” |

라고 대답한다. 이후에 밝혀진 것을 보면 이것도 그의 어린 시절과 내적 동기에 대한 복선이었다고 봐야할 듯하다.
엘빈은 작전 실패를 인정, 전군에 카라네스 구로 귀환하라는 명령을 내린다. 그 와중에 여성형 거인의 시체에서 나오는 증기에서 뭔가를 떠올리고 리바이에게 가스와 칼날을 보충하고 갈 것을 명령한다. 이때 엘빈이 리바이에게 보급명령을 내리지 않았더라면 리바이반이 전멸하지 않았을 거라는 주장이 있는데, 이는 사건을 정확히 파악하지 못한 어불성설이다. 작중의 묘사 방식을 보면, 오히려 그의 보급명령 덕분에 리바이가 예상치 못하게 펼쳐진 대(對)여성형 거인 전투에서 미카사를 저지하고 엘런을 구출해 무사히 돌아올 수 있었다고 보는게 타당하다. 어째서 시간이 없는데도 리바이에게 보급 명령을 내렸는지 의아해하는 한지가 묻자 엘빈은 '만약 거인의 힘에 상정하지 못한 특수한 힘이 있고 거인화 능력자에 따라 힘의 숙련도가 다르다면, 초대형 거인이 사라졌을 때와 마찬가지로 적은 입체기동 장치를 사전에 장착하고 증기를 틈타 재빨리 도망쳤을 것이며, 이미 병사들 틈에 잠입했을 것이다'라고 대답한다. 또 '적이 힘을 남기는 기술을 갖고 있다면 다시 거인을 출현시킬지도 모른다고까지 예측한다.
그리고 그의 이런 가정과 예측은 완벽히 맞아떨어진다.
| “ | "이번에 적과 대치하면서 느낀 점이야. 최선책에 머물러 있어서는 도저히 적을 앞설 수 없어. 전부를 잃을 각오로 임해야 해. 필요하다면 커다란 위험을 감수해서라도. 그렇게 해서 싸우지 않고는, 인류는 이길 수 없어." | ” |

작중 1부 전반을 꿰는 복선이자 암시이다. 결국 엘빈의 말대로 리바이반은 위험성이 큰 에렌의 힘 대신 자기들만 싸우는 최선책을 선택해서 전멸하였고, 엘빈 자신은 전부를 잃을 각오로 월 마리아 탈환전에 임해 인류에게 승리를 가져다 주었다.
어쨌든 이렇게 57회 벽외조사가 희생에 비해 성과없이 끝나면서 조사병단은 엘런을 헌병단에 양도해야 하는 위기에 놓이고 엘빈은 수도로 소집된다. 그렇게 모든 게 끝나가는 와중에 아르민과 미카사가 애니의 협력을 얻어 에렌을 빼돌리는 작은 계획을 세우나 싶었다.
이는 전부 에렌을 빼앗기지 않고 여성형 거인을 포획하기 위한 조사병단의 최후의 작전이었다. 여성형 거인이 104기만 아는 엘런의 별명인 '죽고싶어 안달난 놈'에 반응했으며 에렌의 얼굴을 알고 있었고, 또 애니가 마르코의 입체기동 장치를 갖고 있었다는 점을 들어 여성형 거인이 애니 레온하트일 가능성이 높다는 사실을 보고한 아르민의 제안을 에르빈이 채택하여 작전으로 옮긴 것이다.
애니를 지하로 유도하는 1차 작전이 실패함에 따라 조사병단은 곧바로 2차 작전에 돌입, 그리하여 도심지인 월 시나의 스토헤스 구에서는 두 거인이 날뛰는 상황이 벌어진다. 헌병단에게 호송되던 엘빈은 곧장 나일에게 거인이 나타난 것으로 보고 당장 모든 병사를 보내라고 말한다. 엘빈의 냉철하면서도 인명 피해를 가급적 최소한으로 줄이려는 군인다운 모습을 볼 수 있다. 분명 이런 대규모 참사가 일어날 확률이 높은 작전을 채택하고 실행 허가를 내린 것은 맞지만, 그래도 사상자를 최소화하기 위해 노력하는 모습을 보여줬으며, 무엇보다 결국 단장으로서 자기가 모든 책임을 졌다. 또 애초부터 이 작전은 여기서 여성형 거인을 붙잡지 않으면 인류는 금방 파멸할 것이라고 보았기 때문에 실행한 것이었다.
이때 헌병단이 엘빈을 체포하는 장면이나 에렌의 거인이 검게 그을어 불탄 외형으로 폭주하는 장면, 그리고 다리를 다친 리바이가 입체기동으로 엘런을 구하는 장면은 전부 원작에는 나오지 않는 애니메이션 오리지널이다.

#### 월 로제 거인 출몰 ~ 갑옷 거인, 초대형 거인과의 추격전
그렇게 여성형 거인을 포획하고 엘런의 양도 및 조사병단 간부의 소환건을 미루는데 일단은 성공하지만,사건의 책임자로서 에르빈은 스토헤스 구에 있는 헌병단 지부에 불려가 조사병단의 독단으로 작전을 수행한 점과 스토헤스 구에 크나큰 피해를 낸 과실, 적을 포획했으나 추가적인 정보를 얻지 못한 것에 대해 추궁당한다. 그리고 회의가 마무리되려던 찰나 갑자기 급보를 가져온 병사를 통해 월 로제가 돌파당했다는 소식을 듣게 된다.
월 로제에 거인이 창궐하고 초대형 거인과 갑옷 거인이 다시 등장하여 엘런 예거를 납치해 가자 자신이 직접 엘런 구출대를 지휘한다. 우선 한지 조에의 예측에 따라 갑옷 거인 일당이 있을 만한 곳인 거대나무 숲으로 전진한 다음, 그 곳에서 수많은 거인들을 유인하여 갑옷 거인 일당으로 몰고 간다. 입체 기동으로는 답이 없는 갑옷 거인을 제압하기 위한 작전인 듯하다. 그러나 이 거인 유인 작업에서 헌병단들이 마구 희생당하고 앞서 갑옷 거인 일당과 교전 중이던 탈환대 멤버들은 순식간에 아연실색한다.
49화에서 탈환부대가 경악하는 와중에 에르빈은 엘런을 구하지 않으면 인류의 미래가 없다고 말하며 심장을 바치라는 경례 구호와 함께 돌격 명령을 내린다. 그리고 에르빈의 작전은 들어맞았다. 거인들이 몰려와 갑옷 거인을 가로막자 갑옷 거인이 돌파를 위해서 베르톨트와엘런을 가리던 손을 치워 버린 것. 에르빈은 돌격하는 병단을 지휘하다가 거인에게 오른팔을 물려버린다.
| “ | "전진!!!!" | ” |

| “ | "엘런이 바로 앞에 있다!! 전진하라!!" | ” |

물려서 그대로 끌려가면서도 병단에게 '전진'을 명령한다.
그렇게 죽어 버린 줄 알았으나, 오른팔이 절단된 채로 거인에게 물려서 잘린 것인지, 물린 팔을 직접 자른 것인지는 확실하지 않다. 절단면이 깨끗한 걸 보면 후자일지도. 자세히 보면 벨트로 잘린 팔을 조여놓은 것을 볼 수 있다. 스스로 절단하고 응급처치했다고 보는 게 옳다. 아르민이 베르톨트를 도발하는 동안 입체기동으로 날아와,베르톨트가 흥분한 순간 엘런을 묶은 벨트를 베어서 구출하는 데 성공. 팔 하나가 없는 상태에서도 입체기동으로 갑옷 거인에게 날아와 깔끔하게 베르톨트를 베는 모습은, 머리만 좋은게 아닌, 전투도 흠잡을데 없는 평가 무한대의 완벽한 병사이자 단장인 에르빈 스미스를 처음으로 볼 수 있는 최고의 장면 중 하나이다. 패러미터에서 밝혀진 전투력 평가는 10점 만점 중 9점이다.
이대로 살아서 돌아간다 해도 부상이 부상인지라 입체기동도 승마도 제한될 것이 분명하므로 의수라도 지급받지 않는 한 전대 단장인 키스 샤디스처럼 조사병단장을 그만두고 보직을 옮겨야 할 확률이 높다고 보였었지만 계속해서 단장직을 맡게 된다. 아니면 전투 구역에서 지휘하는 게 아닌 후방지휘 역할을 맡을 수도 있다. 그러나 조사병단은 항시 예측 불가능한 상황에서 신속한 전략을 구상하고 실행하는 것이 그 존속에 직결되는 부대인만큼, 전장에 직접 설 수 없는 지금의 에르빈이 참모로서의 역할이라면 모를까 단장으로서 총지휘를 계속하기에는 어려운 실정. 그것을 알았기에 리바이도 월 마리아 탈환 작전 직전 에르빈에게 그러한 역할을 요구하게 된다. 실제 공식 캐릭터 인터뷰에서도 에르빈은 지금과 같은 위치와 관계가 안정적이라고 하자 리바이 또한 그것을 인정했다. 많은 희생을 요구하는 단장이기에 남은 동료를 헤아릴 수 있는 존재가 필요할 수 밖에 없다며 리바이가 바로 그런 역할을 해주는 위치라고 밝혔다. 어떻게 보면 스스로 악역을 자초하는 격이다.
이후 50화에서 부상당한 상태에다 갑옷거인이 던진 거인 때문에 말에서 낙마하고 구하러 온 단원이 거인에게 잡히는 것을 보며 망연자실하다가, 엘런이 거인을 통솔하는 힘을 각성하면서 거인들이 갑옷 거인에게로 몰려간 덕분에 무사히 탈출하는데 성공한다. 하지만 상술되다시피 한쪽 팔이 잘렸기 때문에 앞으로 어떻게 될지 모르는 상황이다.
51화에서는 벽 안에 도착하자마자 의식을 잃었다. 전회 이후 일주일 정도 시간이 흐른 상태이며, 당연하지만 그 동안 침대에 의지하고 있던 신세였다. 코니 스프링거의 증언과 한지 조에의 추론을 근거로 "거인은 인간에게서 발생한 것"이라는 가설을 리바이 병장, 도트 픽시스 사령관과 함께 듣는데, 씁쓸한 표정의 리바이와 달리 뭔가 즐거운 듯 빙그레 미소를 짓는다. 어이 없는 표정으로 그 모습을 바라본 리바이가 "네가 조사병단을 이끄는 진짜 이유가 그거냐?" 라며 기분 나쁜 녀석이라 부르고 에르빈은 어려서부터 그럴 말을 자주 들었다고, 팔을 먹힌 채 심신이 지칠 대로 지친 내가 불쌍하지 않냐며 말을 얼버무리는데 오랜 시간을 함께한 한지조차도 물음표를 띄우는 걸로 보아 리바이만이 알고 있는 에르빈의 이면이 있는 듯하다.

#### 왕정 쿠데타
현재 방벽의 진실을 둘러싸고 월교, 레이스 가문, 그리고 이 두 세력의 사주를 받은 듯한 헌병단과의 유혈 충돌/암투가 점점 가시화되고 있다. 조사병단이 할 수 있는건 두 가지: 배후에서 파고 들어오는 적대 세력을 피해 벽 밖으로 나가 월 마리아의 구멍을 막던가, 방벽 내부의 적대 세력을 먼저 처리하고 벽 밖으로 나가던가. 리바이와 한지에 의해 조사병단은 이 두 가지 계획을 동시에 감행하기로 결정한다. 한지는 두 가지 모두를 선택하고, 리바이는 에르빈도 그랬을 것이라 대답한다. 현재의 몸 상태로 보건데, 에르빈은 후자를 맡을 확률이 대단히 높다.
월 시나에서 주최될 왕도 회의에 참석하러 가는 도중 헌병단의 단장인 나일 도크와 짦은 대화를 하는데, 두 사람은 훈련병시절부터 동기였고 같이 조사병단을 지원하길 원하던 사이였다고. 그러던 중 두 훈련병 모두 마리라는 단골 술집의 종업원에게 반했고 나일 도크가 마리를 지키기 위해 헌병단으로 지망을 바꾼 모양. 나일은 자신이 동기들을 배신했다고 생각하는 모양이지만 에르빈은 그런 나일을 존경한다고 말한다. 하지만 조직을 따르며 지위를 지키는 게 반드시 가족을 지키는 길로 연결되는 건 아니라고 말하며 자신을 지지해 줄 것을 암묵적으로 호소한다.
그리고 54화에서는 주둔병단의 최고 권력자 중 하나이자 주둔병단 남방 최고 사령관 도트 픽시스에게 왕정을 타도하고 벽 내 인류의 실권을 장악하자는 쿠데타 제의를 꺼냈다.
55화에서 픽시스 사령관을 설득하는 와중에 에르빈 스미스의 유년 시절과 그가 조사병단에 입대한 이유가 드러난다.
에르빈의 아버지 스미스 씨는 교사로 에르빈 또한 아버지의 교실에서 가르침을 받았다. 어느 날 역사 시간 때 인류가 거인을 피해 그 이전까지의 역사를 기록하지 못한 채 방벽 안으로 들어온 경위를 듣게 되고, 어떤 의문을 느끼고 아버지에게 질문을 했으나 에르빈의 아버지는 에르빈의 질문을 바로 대답하지 않고 그대로 수업을 마쳤다. 이후 집에 돌아오자마자 에르빈의 질문에 대답했다.
왕정이 배포하는 역사서에는 많은 수수께끼와 모순이 존재하며, 설령 문헌으로 남아 있지 않다 해도 벽에 들어온 세대가 아이들에게 역사를 전해 줄 수 있는데, 오히려 완전히 입을 닫고 다음 세대가 바깥 세계의 정보를 남기지 않는 것이 훨씬 불가능에 가깝다는 것이었다.
하지만 아버지의 대답을 들은 당시의 에르빈은 아버지의 말을 황당하게 생각했다. 어떤 결과를 부를지 몰랐기 때문에 아버지의 대답을 거리에 있는 다른 아이들에게도 알려줬고, 결국 헌병단의 귀에 들어가게 된다. 며칠 뒤 에르빈은 아버지가 집에서 멀리 떨어져 있는 곳에서 석연치 않은 사고를 당해 죽었다는 소식을 듣게 된다. 에르빈은 그것이 자신이 멋모르고 헌병에게 말해줬기 때문이란 것을 깨닫게 되었다. 에르빈은 아버지의 가설을 입증하기 위해 조사병단에 들어갔고 조사병단으로 지내면서 '107년 전 벽 안으로 도망친 인류는 왕이 쉽게 통치하기 위해 기억을 조작당했다'는 아버지의 가설이 그리 황당한 것은 아니라고 생각하게 되었다.
에렌의 거인을 조종하는 외침의 힘, 여성형 거인의 그와 비슷한 능력, 라가코 마을에서 밝혀진대로 거인과 인간이 생물학적으로 무관하지 않은 점이 그 가설을 지지하고 있다.
에르빈의 얘기를 들은 픽시스는 현재 병단 소속의 인물들도 모르는 지식을 가진 왕정에게 에렌을 맡기지 않냐는 제안을 했으나 에르빈도 왕정이 에렌의 외침의 힘을 원하고 있다는 것을 알고 있었는데, 그때까지만 해도 아버지를 죽여야만 했던 왕정의 관리들에게 그들 나름대로 정의가 있을 거란 희망을 가지고 있었다. 하지만 왕정회의에 참석하고 나서 그들은 인류의 안전이 아닌 자기들의 사리사욕과 기득권을 지키기 위해 급급할 뿐이라는 사실을 깨닫고 실망했으며, 절대 왕정에 에렌을 맡기지 말아야 한다고 역설한다.
이후 한지의 부하로부터 중앙 제1헌병단 간부인 젤 사네스를 고문해 얻은 정보를 통해 왕가의 정체가 레이스 가문이라는 것을 알고 히스토리아를 새로운 벽의 왕으로 옹립할 계획을 세운다. 56화에서는 구체적으로 벽내 인류를 배후에서 조종하고 있는 로드 레이스를 만나 그를 지원세력으로 삼고 왕의 교체를 이룬 뒤 월 마리아를 탈환한다는 계획을 세운다. 그러나 이를 눈치챈 것으로 보이는 중앙 헌병단의 선제 기습에 의해 시작부터 쿠데타 계획은 뒤틀리게 되었다. 게다가 57화에 한지의 보고를 받던 중 중앙 헌병단에 의해 소환되면서 한지에게 단장직을 위임한다. 이 뜻밖의 변수를 어떻게 타파하고 대처할지 궁금하다. 이후 중앙 헌병단에 의해 고문을 받았는지 60화에서는 얼굴이 퉁퉁 부은 채로 가짜 왕인 프리츠 앞에 무릎을 꿇고있는 모습으로 등장하며, 처형당할 위기에 직면한 것으로 보였으나, 처형대로 보내지기 직전에 주둔병의 월 로제 돌파 소식을 듣고도 월 시나의 문을 봉쇄하라는 상층부를 본 나일 도크와 다리우스 작클리 총통, 픽시스 사령관의 변심으로 극적으로 살아났다. 참고로 월 로제 돌파 소식은 에르빈과 픽시스가 지어낸 상층부를 떠보기 위한 거짓 소식이다.
62화에선 왕도를 점령하는 데 성공한 작클리 총통과 함께 자신을 위해 준비된 처형대에서 시민들에게 왕가에 관한 진실과 현 체제의 부패 등을 폭로, 진짜 왕가를 찾아 진정성 있는 왕가를 옹립한다는 요지의 연설을 한다. 하지만 마차 안에서 작클리와 독대한 상황에선 되려 작클리에게 진정 인류를 위해서라면 쿠데타를 하지 않았어야 했다고 상반된 주장을 폈다.
에르빈의 행동에서 모순을 발견한 작클리가 에르빈을 추궁하면서 먼저 자신의 순수한 속셈을 털어 놓는데 작클레는 애초부터 지금의 왕정이 마음에 들지 않아 쿠데타를 계획하고 있었으며 이 쿠데타의 결과가 인류에 득이 될지 손해가 될지는 관심이 없었다고 한다.
그리고 '나도 참 지독한 악당이지만 그건 자네도 마찬가지잖아?'라는 논지로 에르빈을 추궁하자 그제서야 이제까지의 인류를 위해서라는 자신의 대의명분에 대해 '자만했던 것 같다'라고 고백하며 쿠데타를 통해 자기 목숨을 살리고자 했던 진짜 목적은 인류를 위해서가 아닌 어렸을 때부터 품었던 꿈을 이루기 위해서였다고 말한다.
이전까지의 '인류의 생존을 위해 모든 것을 버릴 수 있는 인간'이라는 캐릭터성을 단숨에 깨부수는 다소 충격적 발언이었기에 그 목표가 무엇인지, 또한 앞으로의 행보가 어찌될 것인 지에 따라 평가가 달라질 수도 있을 듯 보인다.
63화에서는 에렌 예거와 히스토리아 레이스의 구출을 지원하기 위해 모블릿을 비롯한 조사병단원들을 데리고 로드 레이스의 거처로 출발했다. 그리고 67화에 로드 거인과 조우하다가 리바이 반과 합류한 후 로드 레이스가 거인이 되었다는 것을 듣고 계획을 수정해 월 시나의 최남단 미끼 구역인 오르부드 구에 도착해 현지 지휘관을 설득해 오르부드 구의 민간인들을 미끼로 로드 거인을 토벌할 계획을 세운다.
그리고 68화에 다른 병사들과 함께 벽 위에서 대포로 로드 거인을 표격하고 있는 모습을 지켜보면서 대포로도 소용없다는 것과 임시로 개설된 지도부와 오합지졸인 오르부드 구의 주둔병단과 최정예인 월 로제의 주둔병단을 비교하며 지금 이게 현재 최고의 전력이라며 자학한다. 이후 한지가 화약통을 확보하자 작전을 준비하기 시작했고, 그 와중에 히스토리아를 보고 너는 쿠데타가 종료된 이후 새로이 옹립시킬 왕이기 때문에 최전선에 남아 있지 말고 안전한 장소로 가라고 말하나 히스토리아는 '백성이 과연 허울뿐인 왕에게 복종할 정도로 순박할까요?'라며 대답한 후 내가 완수해야 할 사명을 스스로 찾았고 그래서 지금 이 자리에 있는 것이라 대답하자 결국 허락한다. 이후 69화의 즉위식에서 대관을 치룬 히스토리아를 보며 히스토리아와의 대화를 회상하며 '설마 정말로 해 낼 줄이야.'라고 감탄 섞인 독백을 한다.
72화에서는 부상에도 불구하고 '이 세상의 진실이 밝혀지는 순간을 난 꼭 지켜 봐야겠다.'며 월 마리아 탈환작전의 지휘를 고집한다. 다리를 부러뜨려서라도 남게 할 거라며 반발하던 리바이가 '네 다리나 인류의 승리보다 그것(진실)이 중요하냐'고 하자 단호하게 그렇다고 답한다.
거인의 정체를 듣자마자 웃은 건 자신의 아버지의 죽음과 관련있는 가설이 현실이 되고 있다는 것 때문에 웃은 것이다. 평생을 통해 세워온 가설이 사실로 드러나고 있는데 웃지 않을 사람은 거의 없다. 정체를 안 직후의 리바이처럼 죄책감을 느끼지 않은 건 사실이지만. 동시에 이는 에르빈의 캐릭터가 더 인간적으로 다가올 수 있게 만든 작가의 설정이라 보아야 한다. 왓치맨의 오지맨디아스를 모티브로 만든 것이 에르빈이라는 작가의 말을 보면 에르빈은 지성적으로 완벽한 존재다. 또한 군인으로서 인류를 위해 자신의 팔이나 목숨까지도 희생시킬 수 있는 헌신성도 있다. 이렇게 완벽해 보이는 존재도 실은  보통의 사람처럼 개인적인 욕망을 우선한다는 것은 독자로 하여금 엘빈에게 더 쉽게 다가가게 해 준다. 에르빈의 이 같은 모습이 없었더라면 에르빈의 캐릭터성은 인류의 존속을 위해 헌신하는, 본인의 개인적 감정이라고는 없는 장기말 정도밖에는 되지 않았을 것이다. 그리고 이후 에르빈 자신의 희망과 꿈을 모두 포기하고 시행한 인류를 위한 자살돌격의 카타르시스도 반감되었을 것이다. 동시에 에르빈의 욕망은 개인을 버리고 인류에 심장을 바칠 것을 요구하는 진격의 거인의 세계관에 맞서는 개인의 모습으로 볼 수 있다. 그렇지만, 결국 그는 개인적인 욕망을 전체를 위해 희생하는 결말을 맞았다.

#### 월 마리아 탈환 작전
76화에서는 시간시나 구에서 벌어진 교전을 바라보며 조사병단 전력의 약화를 통감한다. 그러면서 과거 회상을 한다.
그는 훈련병단 시절부터 전우들에게 아버지의 가설을 끊임 없이 이야기했었다. 조사병단에 들어가서 그 가설을 전 세계에 증명하겠다고 했지만 정작 조사병단에 입대한 뒤에는 누구에게도 그 말을 하지 않았다. 다른 동료들이 인류를 위해 희생할 때 에르빈은 자신의 야망을 위해서 거인과 싸웠고, 그것을 은연 중에 스스로도 알았기 때문에 지금까지 계속 선동에 가까운 포장된 말로 다른 동료들과 심지어 자신을 진정한 주군으로 여기며 절대적으로 신뢰하고 복종하는 리바이까지 속여 왔던 것이다. 그렇게 어느 덧 무수한 시체더미 위에 올라간 자신을 발견한 에르빈은 그럼에도 지하실에 가서 세상의 진실을 알아야만 한다는 마음을 보다 굳게 먹는다.
하지만 짐승 거인의 돌팔매질에 신병들만 모인 조사병단 부대가 전멸 위기에 처하자 그는 결국 지하실에 있는 세상의 진실을 포기하고 신병들을 이끌고 리바이의 짐승 거인 공격을 위한 미끼 역할을 맡게 된다. 리바이에게 선택을 맡긴 뒤 리바이에게 꿈을 포기하고 죽어 달란 말을 듣자 어딘가 후련한 미소를 짓는 게 인상적. 결국 신병들을 이끌고 짐승거인에게 돌격하기로 결의한다. 이를 알게 된 플록 포르스터는 아무런 의미 없이 죽을 바에야 온 몸을 내던져 희생으로 목숨을 헌납하자는 의미로 죽어야 하는 거냐고 항변조로 따져 묻자 아래의 마지막 유언이자, 혼신을 끌어 안은 명연설을 부르짖는다. 연설로 신병들을 짐승 거인이 대기하는 전장으로 이끌어 자신의 최후가 될지 모르는 돌격에 뛰어든다.
| “ | 정말이지 무의미하다. 아무리 꿈이나 희망을 갖고 있어도 행복한 인생을 보낼 수 있다고 하더라도 바위에 몸을 꿰뚫린다 하더라도 똑같다. 인간은 언젠가 죽지. 그렇다면 인생에 의미가 없는건가? 애초에 태어난 것에 의미는 없었던 건가? 죽은 동료도 그런 건가? 그 병사들도 무의미했던 건가? 아니!! 그 병사들에게 의미를 주는 것은 우리들이다!!! 그 용감한 죽은 자들을!! 불쌍한 죽은 자들을!! 불쌍하다 생각할 수 있는 것은 살아 있는 우리들이다!!! 우리는 여기서 죽고 다음 산 자들에게 의미를 맡긴다!! 그것이 유일하게 이 잔혹한 세계에 저항할 방법이다!! 병사여 분노하라!!! 병사여 외쳐라!! 병사여-! 싸워라!! | ” |

81화에서는 돌격하자마자 옆구리에 돌을 맞아 그대로 낙마한다.
83화에서 다행히 목숨은 붙은 상태로 신병들 가운데 짐승 거인의 광역 투척 공격에서 유일무이하게 살아 남은 주둔병단 출신 신병 플록 포르스터에게 회수되었지만 완전히 사망하지 않고 숨이 붙어 있는 의식 불명인 상태라는 것을 리바이가 확인한다. 내장에 손상을 입은데다 아직 주변에서는 전투가 한창이었던 만큼 내버려두면 확실히 죽게 될 치명상인 것으로 드러났다. 리바이가 지니고 있는 거인화 약물을 투여하면 살아날 수 있는데, 문제는 아르민 또한 온몸이 새까맣게 타버린 상태에서 살아 있었던 것. 리바이는 에르빈이 살아 있다는 플록의 말을 듣자 아르민에게 주사하려던 것을 멈추고 에르빈에게 주사하기로 마음을 바꾼다. 그리고 리바이는 눈 앞에서 그의 결정을 들은, 아르민에게 주사해야 한다고 주장하는 에렌과 대립각을 세우게 된다. 플록마저 갈등에 합세하여 "이 인간한테는 지옥이 필요해. 아직 지옥에 남겨 둘 필요가 있다고 생각하고 여기까지 끌고 왔지. 악마를 다시 한 번 이리 끌고 오는 거야. 우리에겐 이 악마가 필요해!"라고 주장하면서 리바이의 명령을 거부하고 폭력을 동원해서라도 약물을 빼앗으려는 에렌과 미카사와 열을 띄우며 대립하기까지 한다. 갈등이 첨예해지고, 한지가 아직 인류에게는 아직 희망의 상징이 필요하다며 미카사를 말로써 만류한 끝에 미카사는 아르민을 포기하고, 플록은 끝까지 아르민을 구해 달라고 부르짖으며 발버둥치는 에렌을 보고는 참다 못해 무력으로 제압해 끌고 가버린다. 똑같이 에르빈을 살려야 한다고 생각하는 주변인들에 의해 방해하는 자들이 모두 없어지면서 기회를 잡아 낸 리바이는 거인화 약물을 에르빈에게 주사하고자 그에게 다가간다.

#### 최후
갑자기 무의식 중에 팔을 위로 뻗으며 자신에게 주사를 놓으려던 리바이의 팔을 팽개친다. 의식 불명으로 죽어가는 와중에도 어린 시절 역사 수업 중 아버지께 질문을 하는 기억으로 돌아간 것이다. 이렇게 꿈과 과거에 얽매여 고통받는 그의 모습을 본 리바이는 이제 에르빈을 쉬게 해주자고 마음을 바꾸게 된다. 케니와의 마지막 대화를 통해 리바이는, 에르빈이 다시 살아나더라도 그는 족쇄가 되어버린 꿈과 자신이 아버지와 동료들을 죽게 만들었다는 죄책감을 짊어진 채 죽을 때까지 고통받을 것임을 깨달았기 때문. 게다가 에르빈을 업고 온 어린 병사 플록의 "이 인간은 계속해서 지옥에 남겨둬야 한다. 거인을 무찌를 수 있는 건 바로 악마이기 때문"이라는 발언이 리바이로 하여금 에르빈에게 그러한 짐을 계속해서 지게 할 수는 없다고 생각한 결정적인 요인이 되었다. 리바이는 인류를 위해 에르빈을 살리려 했지만, 결국에는 에르빈을 위해 그를 평안히 놓아준다.
이후 한지가 에르빈의 동공과 맥박을 확인하면서 최종적으로 사망이 확정되었다. 결국 그도 마지막엔 동료들처럼 심장을 바쳤다.
그리고 에르빈의 질문은 85화에서 드디어 공개된다. 에르빈의 죽마고우이자 헌병단 사단장인 나일 도크는 주둔병단 사령관 도트 픽시스와 총통 다리우스 작클리와 조사병단의 금의환향을 기다리며 어렸을 적 에르빈과 함께 역사 수업을 받을 때를 회상한다. 교사였던 에르빈의 아버지가 수업을 하며 역사서에 적혀있는대로 "벽 밖 세계의 인류는 멸망했다."고 가르치자 에르빈은 "선생님, 벽 밖에 인류가 없다는 걸 어떻게 확인하신 건가요?"라고 반문한 것이었다. 이에 나일은 그 당시에는 에르빈을 황당한 녀석이라고 여겼지만 지금 생각해보면 "인류가 멸망되었을 것으로 추정된다"가 아닌 "인류가 멸망했다"고 단언하고 있는 역사서에 대해 의심하는 것이 합당하다고 말한다. 그러면서 이제는 에르빈이 말했던 현재의 왕과 왕정이 역사를 감추고 있는 거라는 가설이 맞아떨어져 가고 있다는 사실이 놀라우며 에르빈이 돌아오면 그동안의 일들을 사과해야겠다고 얘기한다.
그러나 그 순간 조사병단이 돌아왔다는 소식과 함께 비보가 전해지고, 월 마리아 탈환에 성공했음에도 당사들 모두가 씁쓸해하는 뒷모습과 함께 마침내 진실이 밝혀진다. 살아남은 7명의 조사병단이 도착한 예거 가문의 지하실에 그리샤 예거가 남긴 것은, 가족 사진과 함께 적힌 "나는 인류가 고상하게 살아가는 '벽 밖'에서 왔다. 인류는 멸망하지 않았다."는 글귀였다. 결국 에르빈이 추구해오던 진실이 완벽하게 맞았던 것. 그러나 그는 그 진실을 확인하기 위한 마지막 희생양이 되어 정작 자신은 진실을 영원히 알지 못하게 되었다. 에르빈 vs 아르민의 구도에서는 에르빈의 최종 목적은 '벽 밖의 인류의 존재'가 실재하냐 아니냐였지만, 아르민은 상인이 평생동안 팔아도 못팔 소금을 담은 바다와 모래설원, 화염의 대지 등을 꿈꾸고 있었다라는 것으로 똑같은 지략가, 참모 포지션이지만 목표의 성격은 다르다. 둘 다 책략에 능하지만, 최종적인 꿈에 있어서만은 아르민쪽이 조금 더 업그레이드 되었다고 볼 수 있다.
에르빈이 평생을 간직해온 중요한 질문과 이걸 대답해주는 듯한 그리샤의 글귀의 대조적인 장면 전환은 - 독자들로 하여금 극적인 카타르시스를 느낌과 동시에, 두 당사자 모두 세상을 떠나고 오로지 남은 후대만이 사실을 확인하는 모습을 보여주며 애석함과 허무함을 극대화하는 그야말로 치밀한 연출이라고 할 수 있겠다.
시신은 부서진 한 집에서 조사병단의 망토를 얼굴에 걸친 채로 침대에 눕혀졌다가 후에 화장되었다.

#### 죽음 이후
아홉 거인의 힘을 계승해도 어차피 13년 뒤에는 죽게 된다는 사실이 88화에 밝혀지면서, 차라리 지금 죽게 된 것이 오히려 에르빈 입장에서는 다행이지 않았냐는 의견이 나오고 있다. 전반적으로 에르빈의 마지막은 서사적인 측면에서 깔끔한 마무리였다는 평가가 중론.
89화에서는 군정 회의가 열리며 차기 단장인 한지의 월 마리아 탈환전 경과 보고에서 "우리 조사병단은 에르빈 스미스를 포함한 다수의 영웅들의 목숨을 대가로 월 마리아를 탈환, 초대형 거인을 붙잡아 그 힘을 빼앗는 데 성공했습니다."로 짧게 언급된다. 또 한지와 리바이가 앉아있는 간부조 줄에 원래 에르빈이 앉아 있던 자리를 공석으로 비워둠으로써 병단이 그를 기리는 모습을 보여준다. 다리우스 총통의 발언에 의하면, 그를 비롯한 전사자들을 기리는 장소를 추후에 설치할 것이라고한다.
추가적으로 작가의 인터뷰에 따르면, 에르빈의 시신은 백골화된 뒤 리바이가 수습해 가지고 와서 묻었으며 단장이었기 때문에 특별하게 애도되었다고 한다.
마레편에 접어들면서 에르빈 사후 조사병단은 짐승 거인의 소유주이자 엘디아 전사대의 전사장 지크 예거가 지휘하는 반 마레파 의용군과의 협력으로 과학·군사 기술의 비약적 발전을 이룬다. 그의 뒤를 이어 14대 조사병단 단장으로 취임한 한지가 더욱 복잡해진 정세와 급변하는 상황 속에서 고군분투하고 있지만, 결단을 내리고 전군을 휘어잡는 리더십을 보여주지 못해 아쉬움을 사고 있다. 에르빈 대신에 거인화 주사를 맞아 목숨을 건진 아르민은 전술을 계획함에 있어서는 비상한 머리를 보이지만 역시 전략적 식견과 경험이 부족하고, 전쟁을 꺼려하는 본인의 유약하고 우유부단한 성격 때문에 카리스마는커녕 아직까지도 갈피를 잡지 못한 채 휘둘리는 상황. 리바이는 4년 후에도 변함 없는 전투력을 자랑하는 엘디아국 최강의 전력이지만 전투과 전술에 특화되어 있어서 전략적인 지휘관이기에는 자격 미달이다. 에르빈의 부재가 아쉬운 상황이다.

## 기타
- 만화 원작과 마찬가지로 애니메이션에서도 1화 극초반에 등장한다. 아직 키스 샤디스가 제12대 조사병단 단장이었을 때의 벽외조사 당시. 비 속에서 접근하는 거인을 확인하고 "목표 접근!"이라고 외친 인물이 에르빈 스미스다. 이후 벽 안으로 막 귀환한 조사병단을 보러 간 에렌과 눈을 마주치자 자책하는 표정을 지으며 고개를 떨군다. 이 눈을 피하는 장면은 애니메이션 오리지널이다. 애니메이션 1화의 스태프롤에도 '에르빈 스미스/오노 다이스케(エルヴィンㆍスミス/小野大輔)'로 표시되었다.
- 애니메이션 16화 마지막 부분의 격렬한 얼굴이 화제가 되었는데, '단장으로서 비장한 출전의 각오를 다지는 표정으로 적절했다'는 평가와 '표정이 너무 과하고 이상해서 웃느라 집중이 안 된다'는 엇갈린 평가를 받고 있다.
- 진격의 거인이 워낙 인기가 높다보니 다양한 웹사이트에서 때론 주최 불명의 인기투표가 산발적으로 이루어지기는 하지만, 공식 캐릭터 인기투표는 만화 원작이 실리는 별책소년매거진에서 주관하는 것 하나다. 현재까지 총 3회의 인기투표를 실시하였으며, 정확성을 위해 투표 기간인 약 두 달 동안 독자들로부터 엽서를 받아 직접 집계하는 형식을 취하고 있다. 투표 결과 에르빈의 역대 인기 순위는 다음과 같다.
- 2013년 별책소년매거진 5월호에 기재된 제1회 인기투표에서는 유미르와 공동 11위를 했다. 투표 결과와 함께 실린 만화 진격의 거인 화수는 44화로, 이제 막 라이너의 정체가 밝혀지고 에렌이 납치되기 이전이었다.
- 2015년 별책 소년 매거진 5월호에 기재된 제2회 인기투표에서는 순위가 확 올라 2위를 차지했다.[7] 투표 결과와 함께 실린 만화 진격의 거인 화수는 68화로, 왕정편에서 혁명을 성공적으로 이끈 직후 이제 막 오브루드 구에서 로드 레이스의 초거대형 거인과 대치하는 상황이었다.
- 2018년 별책 소년 매거진 1월호에 기재된 제3회 인기투표에서는 그간 부동의 1위였던 리바이를 압도적으로 제치고 1위를 차지하는 영광을 얻었다. 투표 결과와 함께 실린 만화 진격의 거인 화수는 100화로, 마레편 진행이 한창인 당시였다. 다시 말해, 작중에서 이미 사망한 인물이 독자들의 현실 시간으로 1년이 넘은 시점에 열린 투표에서 당당히 1위를 차지한 것. 어쨌든 이러한 결과는 여타 소년만화 인기투표와 비교해봤을 때도 굉장히 이례적인 현상이라서, 이후 작가의 팬사인회에서는 이사야마 하지메 본인은 물론 편집장 카와쿠보 신타로도 이 결과에 대해 놀랐다고 말하기도 했다.
- 에르빈의 초기 모델이 된 캐릭터는 왓치맨의 오지만디아스[8], 마블 코믹스의 캡틴 아메리카, DC 코믹스의 슈퍼맨이라고 작가가 직접 밝힌 바 있다. 특히 '인류의 자유'를 상징하는 인물'로서 미국의 자유주의를 대표하는 두 히어로인 캡틴 아메리카와 슈퍼맨의 이미지를 많이 빌려왔다고 한다. 참고로 외형적인 모델은 패리스 힐튼의 <Paris for President> 뮤직비디오에 나오는 남자 보디가드로, 작가가 자신의 개인 블로그에 밝힌 바에 따르면 에르빈의 외형을 어떻게 그릴지 고민하다가 우연히 보게 된 뮤직비디오의 훈남을 보고 따라 그렸다고 한다.
- 월 마리아 탈환전이 끝나고 마레 편에 들어가면서 공개된 작가의 인터뷰에 따르면, 에르빈은 작품 초반부터 죽음을 전제로 만든 인물이라고 한다. 즉, 어찌보면 이미 초장부터 비극적인 운명이 예정되어 있었던 캐릭터인 셈. 그래서인지는 몰라도 작가가 공개한 에르빈의 생일은 10월 14일인데, 10월 14일의 탄생화는 흰 국화로 '진실'과 '죽음'을 상징한다.
- 에르빈(Erwin)이라는 이름은 독일식 이름인 데 반해, 스미스(Smith)는 영국식 성(姓)씨[9]다. 이것은 작가 이시야마 하지메의 말에 따르면 독일식과 영국식 성명을 갖춘 캐릭터가 되도록 일부러 의도한 설정이다.
- 작가인 이사야마 하지메가 직접 검수했다는 공식 소설 Smartpass AU 중에는 조사병단에 취재를 온 기자와 에르빈이 인터뷰를 하는 내용이 있는데, 이때 조사병단 내에 병사들이 에르빈을 신뢰하고 있다는 기자의 말에 "그렇게 믿어 주는 사람들을 나는 사지에 내몰고 있다."며 자조하듯 말하는 장면이 있다. 다른 사람들에겐 티를 안 내지만 심적으로 많이 힘들어 하는 모습인데, 이후 '이것도 어찌보면 원작에서의 전개에 대한 복선 아니었나' 하는 재평가가 많이 나왔다. 또 은퇴 후 꿈에 대해 묻자 가능하다면 가정을 꾸리고 평범한 삶을 살고 싶다고 얘기한다. 에르빈은 결코 절대적 목적주의자라던가 사이코패스, 소시오패스와는 거리가 먼 인간적인 사람이라는 걸 알 수 있다. 오로지 자신의 목적만을 중시하는 이기적인 인간에게 타인이란 내 목적을 위해 적당히 이용하다가 치워버리면 그만인 존재이므로, 자신을 믿어주는 사람들을 사지로 몰아넣는다는 사실에 죄책감을 느끼지도 않을 것이며 계속해서 심적으로 고통스러워하는 일도 없을 것이다. 하지만 에르빈은 인류라는 대의명분을 위하면서도 아버지와의 꿈을 버리지 못하는 스스로의 태도를 오만하다고 자조/비판하며 괴로워하였고, 또 조사병단 부하들을 같은 인간이자 소중한 동료들로 대하는 모습을 보여준다. 이것만으로도 그가 굉장히 입체적인 캐릭터라는 걸 의미한다.
- 2차 창작에서는 주로 리바이와 엮인다. 이미 연재 초기부터 에르빈 관련 2차 창작은 80% 이상이 에르빈과 리바이를 엮는 작품일 정도였는데, 112화에 아커만 일족의 주군(主君)에게 헌신하는 특성이 작가 공인으로 밝혀지면서 폭발적으로 인기몰이 중이다.
- 스핀오프 작품인 진격! 거인 중학교에서는 선생님으로 등장하며, 거인과 인간 모두에게 자비롭다고 성인(聖人)이라 불린다. 하지만 조사단의 합숙중 혼자서 미카사급의 전투력을 보여주고 거인에 대한 생각이 에렌과 같다고 말하는 색다른 모습을 보인다.
- 2016년 넨도로이드 발매 10주년을 기념한 출시 희망 앙케이트에서 팬들의 지지를 가장 많이 얻은 다섯 캐릭터 중 하나에 선정되며, 2017년에 넨도로이드로 출시되었다.

## 명대사
| “ | 자네들은, 죽으라고 하면 죽을 수 있나? | ” |

| “ | 모두, 표정이 좋군. 그러면 지금! 여기에 남아있는 자들을 새로운 조사병단으로 맞아들이겠다! 이것이 진짜 경례다! 심장을 바치자!! | ” |

| “ | 제군들은 공포를 잘 참아 냈다. 그대들은 모두 용감한 병사다. 진심으로 존경한다. | ” |

| “ | 당했군. 적에겐 모든 걸 버릴 각오가 되어 있었던 거야. 설마 자신째로 거인에게 먹여서 정보를 말살하다니... | ” |

| “ | 전진!! | ” |

| “ | 동료들은 인류를 위해 목숨을 바치는 가운데, 오직 나만이...나를 위해서 싸우고 있었다. 언젠가부터 나는 동료에게 인류를 위해 심장을 바치라고 소리치고 있었다. 그렇게 동료를 속이고, 나를 속이고, 쌓아올린 시체의 산 위에 나는 서 있다. | ” |

| “ | 정말이지 무의미하다. 아무리 꿈이나 희망을 가지고 있어도, 행복한 인생을 지낼 수 있다 하더라도, 바위에 몸을 꿰뚫린다 하더라도, 똑같다. 인간은 언젠가 죽지. 그렇다면 인생에 의미는 없는 건가? 애초에 태어난 것에 의미는 없었던 건가? 죽은 동료도 그런건가? 그 병사들도... 무의미했던 건가? 아니!! 그 병사들에게 의미를 주는 건 우리들이다! 그 용감한 죽은 자들을! 불쌍히 죽은 자들을! 불쌍하다 생각할 수 있는 것은 살아있는 우리들이다! 우리는 여기서 죽고, 다음 산 자들에게 의미를 맡긴다! 그것이 유일하게! 이 잔혹한 세계에 저항할 방법이다! 병사여, 분노하라. 병사여, 외쳐라! 병사여!! 싸워라!! | ” |

| “ | 리바이! 고맙다. | ” |